# Brachynarthron aeneipennis
Brachynarthron aeneipennis är en skalbaggsart som beskrevs av Stefan von Breuning 1956. Brachynarthron aeneipennis ingår i släktet Brachynarthron och familjen långhorningar.
Artens utbredningsområde är Ghana. Inga underarter finns listade.